# Under Control
«Under Control» («Под контролем») — песня, записанная шотландским автором-исполнителем Кельвином Харрисом и шведским диджеем Алессо при участии английской группы Hurts для дебютного студийного альбома Алессо Forever, а также для альбома Кельвина Харриса Motion.

## История
Музыкальное сопровождение трека, записанного Алессо, Кельвином Харрисом и Тео Хатчкрафтом из Hurts было ранее использовано Алессо во время его сета на фестивале EDC 2012 года в Нью-Йорке. Тогда он сделал из него мэшап и наложил акапеллу «Wild Ones» — композиция Сиэ и Флоу Райда. В то время трек имел рабочее название «Gouda», но, чтобы его релиз сдвинулся с места, Алессо пришлось ждать целый год. 15 мая 2013 года Алессо, Кельвин и Тео провели в студии, записывая свою новую версию композиции. Британскому певцу Example было предложено выступить в качестве приглашенного вокалиста в этой песне, но он отказался из-за работы над его пятым по счёту студийным альбомом.
Премьера «Under Control» состоялась 2 августа 2013 года во время диджей-сета Алессо в Ушуайя на Ивисе, трансляция с которого велась британской радиостанцией BBC Radio 1. Кельвином Харрисом композиция была исполнена в конце его выступления на V Festival 20 августа. 18 сентября Кельвином Харрисом на сайте SoundCloud был опубликован полутораминутный отрывок будущей композиции.
4 октября была опубликована обложка сингла, были объявлены даты коммерческой реализации через iTunes в Австралии и Великобритании, и состоялась премьера трека на радио. В Великобритании выход сингла позже был перенесён с 17 на 24 ноября 2013 года.

## Видеоклип
Съёмки клипа проходили 10 и 11 сентября 2013 года в Лос-Анджелесе, штат Калифорния. 9 сентября на странице Кельвина Харриса в социальной сети Facebook было опубликовано сообщение, что для съёмок в клипе будет отобрано 1000 фанатов. Позже сообщение было продублировано Алессо и Тео Хатчкрафтом в блоге в социальной сети Твиттер. Второй день съёмок, с участием фанатов, проходил у Моста Шестой улицы.
По сюжету клипа экстренный выпуск новостей посвящён огромному метеору, который при падении на Землю должен сгореть в атмосфере, но эксперты допускают возможность столкновения и это может стать концом для планеты, мировые лидеры готовятся к худшему, и пытаются взять ситуацию «Под контроль». К счастью, метеор сгорает без остатка и становится просто отличным световым шоу для EDM рейва.
- Режиссёр (Director): Emil Nava
- Продюсер (Producer): Danyi Deats
- Выпускающая компания (Production Company): Pulse Films
- (Independent Director's Representative): OB Management
- Редактор (Editor): Nate Tam
- Арт-директор (Art Director): Shel Greb
- Колорист (Coulourist): Beau Leon
- Визуальные эффекты (VFX): Chris Champeau
- Оператор (DoP): Patrick Meller
- Исполнительный продюсер (Executive producer):  Lanette Phillips
- Комиссар (Commissioner): Mike O'Keefe
- Представление (Representation): TOMMY LABUDA Director Representation[5][6]

## Список композиций
- Цифровая дистрибуция

1. «Under Control» — 3:04
2. «Under Control» (Extended Mix) — 5:35

## Чарты
| Чарт (2013)                        | Лучшая Позиция |
| ---------------------------------- | -------------- |
| Австралия (ARIA)                   | 17             |
| Франция (SNEP)                     | 192            |
| Новая Зеландия (Recorded Music NZ) | 39             |
| Швеция (Sverigetopplistan)         | 35             |

## Сертификация
| Регион | Сертификация  | Продажи   |
| --- | ------------- | --------- |
| Австралия (ARIA) | 2× Платиновый | 140 000   |
| Бразилия (ABPD) | 3× Платиновый | 180 000   |
| Канада (Music Canada) | Платиновый    | 80 000    |
| Германия (BVMI) | Золотой       | 150 000^  |
| Италия (FIMI) | Платиновый    | 30 000    |
| Мексика (AMPROFON) | Золотой       | 30 000*   |
| Новая Зеландия (RMNZ) | Платиновый    | 30 000    |
| Норвегия (IFPI Norway) | 2× Платиновый | 20 000    |
| Португалия (AFP) | Золотой       | 10 000    |
| Испания (PROMUSICAE) | Золотой       | 30 000    |
| Швеция (GLF) | 2× Платиновый | 80 000    |
| Швейцария (IFPI Switzerland) | Золотой       | 15 000^   |
| Великобритания (BPI) | Платиновый    | 393,762   |
| США (RIAA) | Платиновый    | 1 000 000 |
| Стриминг |               |           |
| Дания (IFPI Danmark) | Платиновый    | 1 800 000 |
| * Данные о продажах приведены только на основе сертификации. · ^ Данные о тиражах приведены только на основе сертификации. · Данные о продажах + прослушиваниях приведены только на основе сертификации. · Данные только о прослушиваниях приведены на основе сертификации. |               |           |

## Хронология релиза
| Страна         | Дата            | Формат               |
| -------------- | --------------- | -------------------- |
| Швеция         | 7 октября 2013  | Цифровая дистрибуция |
| Дания          | 7 октября 2013  | Цифровая дистрибуция |
| Норвегия       | 7 октября 2013  | Цифровая дистрибуция |
| Финляндия      | 7 октября 2013  | Цифровая дистрибуция |
| Россия         | 7 октября 2013  | Цифровая дистрибуция |
| Португалия     | 7 октября 2013  | Цифровая дистрибуция |
| Сингапур       | 7 октября 2013  | Цифровая дистрибуция |
| Филиппины      | 7 октября 2013  | Цифровая дистрибуция |
| США            | 7 октября 2013  | Цифровая дистрибуция |
| Бразилия       | 8 октября 2013  | Цифровая дистрибуция |
| Австралия      | 11 октября 2013 | Цифровая дистрибуция |
| Нидерланды     | 11 октября 2013 | Цифровая дистрибуция |
| Великобритания | 24 ноября 2013  | Цифровая дистрибуция |